# Judith Díaz Delgado
Blanca Judith Díaz Delgado (Ciudad de México; 22 de febrero de 1958) es una política mexicana, miembro del Movimiento Regeneración Nacional. Fue diputada local al Congreso de Nuevo León por el distrito 13 de 1997 a 2000, diputada federal plurinominal al Congreso de la Unión de 2003 a 2006 y senadora por Nuevo León de 2006 a 2012. Desde el 2 de diciembre de 2018 es Coordinadora Estatal de los Programas para el Desarrollo del Estado de Nuevo León.

## Trayectoria política
Inició su militancia en el Partido Acción Nacional en 1996. Ha sido Consejera Nacional del PAN y miembro del Comité Ejecutivo Estatal del PAN en Nuevo León, diputada local de 1997 a 2000 en el Congreso de Nuevo León, además de secretaria de Desarrollo Social del Municipio de Ciudad Guadalupe de 1996 a 1997 en la administración municipal de Jesús María Elizondo González. Fue senadora de la República por Nuevo León de las LX y LXI Legislaturas del Congreso de la Unión de México del 2006 al 2012 y diputada federal plurinominal de 2003 a 2006.
Renunció al PAN en 2015 para adherirse al Movimiento Regeneración Nacional, entonces dirigido por Andrés Manuel López Obrador. 
En 2018, fue postulada por Morena en segunda fórmula junto con Álvaro Suárez Garza, candidatos al Senado por Nuevo León por la coalición Juntos Haremos Historia. En las elecciones generales, su fórmula obtuvo el 21.71 % de los votos, una diferencia de 1.82 % por debajo de la fórmula encabezada por Víctor Fuentes Solís del Partido Acción Nacional, quien obtuvo el 23.52 % y su escaño al senado por la primera minoría. 
En 2023, Díaz se registró como precandidata a senadora por Nuevo León por el Movimiento Regeneración Nacional y en 2024 se definió que sería candidata en segunda fórmula al Senado de la República junto con Waldo Fernández González, ambos por la coalición Sigamos Haciendo Historia.
En las elecciones generales del 2 de junio de 2024, Díaz fue electa como Senadora de la República al obtener su fórmula el 33.95 % de los votos, 1.82 % de diferencia por encima del binomio de primera minoría liderado por la candidatura de Luis Donaldo Colosio Riojas de Movimiento Ciudadano, que logró el 32.13 %, obteniendo Díaz su escaño de segunda fórmula por el principio de mayoría relativa junto con Waldo Fernández González.